# Skansen Wsi Pogórzańskiej im. prof. Romana Reinfussa w Szymbarku
Skansen Wsi Pogórzańskiej im. prof. Romana Reinfussa – placówka muzealna w Szymbarku, oddział Muzeum Dwory Karwacjanów i Gładyszów w Gorlicach. W skansenie prezentowane są obiekty charakterystyczne dla budownictwa ludowego z obszaru powiatu gorlickiego.

## Lokalizacja
Skansen znajduje się w centrum Szymbarku koło Gorlic, w województwie małopolskim. Usytuowany jest w pobliżu szkoły i kościoła parafialnego, na trasie Nowy Sącz – Gorlice.

## Historia
W 1962 roku Jerzy Tur – wojewódzki konserwator zabytków w Rzeszowie, wystąpił z inicjatywą zorganizowania niewielkiego skansenu w Szymbarku. Skansen miał  prezentować budownictwo wiejskie Pogórzan z okolic Gorlic. Ostateczną wersję „Koncepcji zagospodarowania przestrzennego Ośrodka Budownictwa Ludowego w Szymbarku” opracowali: Ryszard Brykowski i Wojciech Jankowski. Konsultantem podczas organizacji szymbarskiego skansenu był Roman Reinfuss, polski etnograf i badacz sztuki ludowej Pogórzan. Ograniczona powierzchnia skansenu przesądziła o zabudowie parkowej, bez odtwarzania autentycznego rozmieszczenia poszczególnych obiektów. Muzeum otwarto dla zwiedzających 19 września 1987 roku. Do 2007 roku był to oddział Muzeum Ziemi Sądeckiej. 27 maja 2010 roku, w setną rocznicę urodzin Romana Reinfussa, zmieniono nazwę placówki na Skansen Wsi Pogórzańskiej i nadano jej imię profesora.

## Ekspozycja
W skansenie, o powierzchni ok. 2 ha, eksponowanych jest 15 oryginalnych budowli przeniesionych z innej lokalizacji. Wszystkie obiekty to przykłady tradycyjnej architektury ludowej występującej na terenie Obniżenia Gorlickiego. 

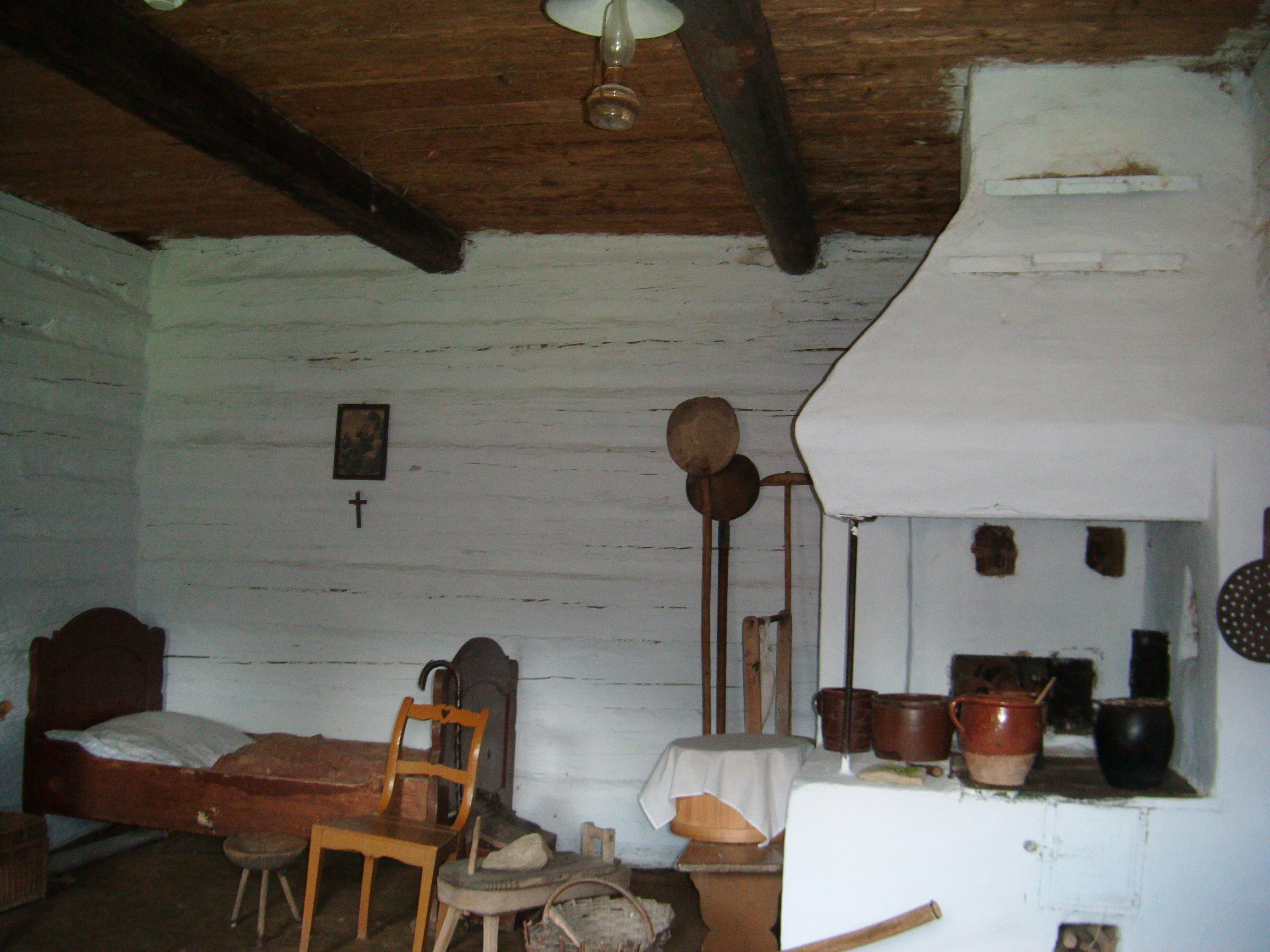
Wnętrze jednej z chałup

W muzeum zobaczyć można m.in. chałupy, budynki gospodarcze i warsztaty wiejskie m.in. spichlerz z Rożnowic, kuźnię z Turzy, stodołę z Zagórzan. Większość pochodzi z XIX wieku, najstarszy z przełomu XVIII i XIX wieku, najmłodsze z okresu międzywojennego. Budynki są konstrukcji zrębowej, o ścianach z drewnianych bali lub półbali, rzadziej z drewna toporowanego, często z wypuszczonymi w narożach charakterystycznymi „ostatkami”, większość przykryta dachami ze słomianej strzechy. Od brązowego kolorytu większości budynków odcina się pobielony wapnem zrąb jednej z chałup, druga zaś ozdobiona jest z zewnątrz kropami wapna z dodatkiem ultramaryny.
Większość wnętrz jest urządzona oryginalnymi sprzętami z przełomu XIX i XX wieku oraz okresu międzywojennego (meble, naczynia i stroje w chałupach oraz narzędzia i urządzenia w warsztatach wiejskich). Wyposażenie warsztatów i chałup umożliwia organizowanie zajęć i pokazów tradycyjnego rzemiosła np. kowalstwa, tkactwa, garncarstwa.
W sąsiedztwie położony jest drewniany dworek mieszczański przeniesiony z Gorlic, w którym obejrzeć można stałą ekspozycję prezentującą tradycję dworkową tego regionu.